# Нижний Исюгинский
Нижний Исюгинский (устар. Нижний Исюшнский) — река (ручей) в России, течёт по территории Усть-Цилемского района Республики Коми. Устье Нижнего Исюгинского находится в 2 км по правому берегу Худой Хабарихи, на высоте 10 м над уровнем моря. Длина реки составляет 13 км.

## Данные водного реестра
По данным государственного водного реестра России относится к Двинско-Печорскому бассейновому округу, водохозяйственный участок реки — Печора от водомерного поста Усть-Цильма и до устья, речной подбассейн реки — бассейны притоков Печоры ниже впадения Усы. Речной бассейн реки — Печора.
Код объекта в государственном водном реестре — 03050300212103000080918.